# Vállus
Vállus község Zala vármegyében, a Keszthelyi járásban.

## Fekvése
Vállus a Keszthelyi-fennsík délkeleti részén, egy hegyoldalon fekszik. A község északi határszélén fut a Tapolca és Keszthely összekapcsolásában fontos szerepet játszó, Lesencetomaj–Várvölgy–Zalaszántó közt húzódó 7342-es út, illetve egy rövid szakaszon érinti a határát a Keszthely-Várvölgy közti 7343-as út is. A település központjába a 7342-es útból Várvölgytől délnek, dél felé kiágazó, bő másfél kilométer hosszú, 73 157-es számú mellékúton lehet eljutni; a központtól dél felé továbbhaladva ugyanez az út korlátozott forgalmú erdészeti útként egészen Balatongyörökig folytatódik. A településre Keszthely és Tapolca felől járnak autóbuszok.

## Története
Vállus első említése 1121-ből való, amikor a almádi monostor kapta meg a királytól kegyes ajándékként. 1359-ben Ujlaki Miklós herceghez került a település, majd 1525-től a Sárkány család lett az új birtokos. A 15. században a község felett pálos monostor állt.
A falut már korán elérik a török hadak. 1540-ben a lakosság két török katonát fogságba ejtett, és értük jelentős váltságdíjat kapott. 1546-tól azonban folyamatosan a törököknek adózott, és fokozatosan elnéptelenedett 1626-ra.
1738-ban Festetics Kristóf vásárolta meg a települést, és hozzácsatolta a keszthelyi Festetics birtokhoz. Ő indította meg a Vállus újratelepítését német ajkú lakosokkal. A 18. és 19. században a lakosság zömét a zsellérek és apróföldes jobbágyok tették ki. A lakosság elsősorban kukorica- és rozstermelésből élt, illetve az uraság számára disznót tartottak. A megművelt földek nagy része is a Festetics-majorság részét képézte.
A 19. században a község környékén növekedett a szőlők aránya, így a település extrajövedelemre tehetett szert a bor Keszthely és Tapolca piacán való értékesítéséből.
A lakosok helyzete az 1920-as földosztás után nagyban javult, amikor is 158 kataszteri hold földet osztottak szét a nagybirtokból. 1945-ben pedig újabb 138 kataszteri holdat osztottak ki az apró településen. Az 1950-es évektől sok helyi lakos helyezkedett el tapolcai, keszthelyi munkahelyeken, vagy az uzsai bányában. Azonban a helyi infrastruktúra is nagyban javult, 1957-től menetrend szerinti autóbuszjárat, 1963-ban ivóvíz szolgáltatás indult meg a településen.
1966-ban azonban a település Várvölgy község irányítása alá került, így fejlődése megtorpant. 1990-ben vált ismét önállóvá, és immár a turizmus igényeinek megfelelően kezdett fejlődni.

## Közélete

### Polgármesterei
- 1990–1994: Szabó Joachim (független)[3]
- 1994–1998: Szabó Joáchim (független)[4]
- 1998–2002: Szabó Joachim (független)[5]
- 2002–2006: Szabó Joachim (független)[6]
- 2006–2010: Herczeg Béla (független)[7]
- 2010–2014: Herczeg Béla (független)[8]
- 2014–2019: Herczeg Béla (független)[9]
- 2019–2024: Herczeg Béla (független)[10]
- 2024– : Herczeg Béla (független)[1]

## Népesség
A település népességének változása:
| Lakosok száma | 135  | 136  | 127  | 106  | 100  | 105  | 101  |
|               | 2013 | 2014 | 2015 | 2021 | 2022 | 2023 | 2024 |

A 2011-es népszámlálás idején a nemzetiségi megoszlás a következő volt: magyar 99,1%. A lakosok 74,4%-a római katolikusnak vallotta magát (21,7% nem nyilatkozott).
2022-ben a lakosság 93%-a vallotta magát magyarnak, 5% németnek, 1-1% szerbnek, szlovénnek és bolgárnak, 2% egyéb, nem hazai nemzetiségűnek (5% nem nyilatkozott; a kettős identitások miatt a végösszeg nagyobb lehet 100%-nál). Vallásuk szerint 67% volt római katolikus, 1% református, 2% egyéb keresztény, 2% egyéb katolikus, 7% felekezeten kívüli (21% nem válaszolt).

## Nevezetességei
- Középkori pálos kolostor maradványai
- Kilátó a falu melletti hegyen
- Medvehagyma tanösvény
- Rákóczi-emlékmű
- Szent István-szobor
- Vállusi Vadlán-lik
- A településen áthalad az Országos Kéktúra.

## Képek

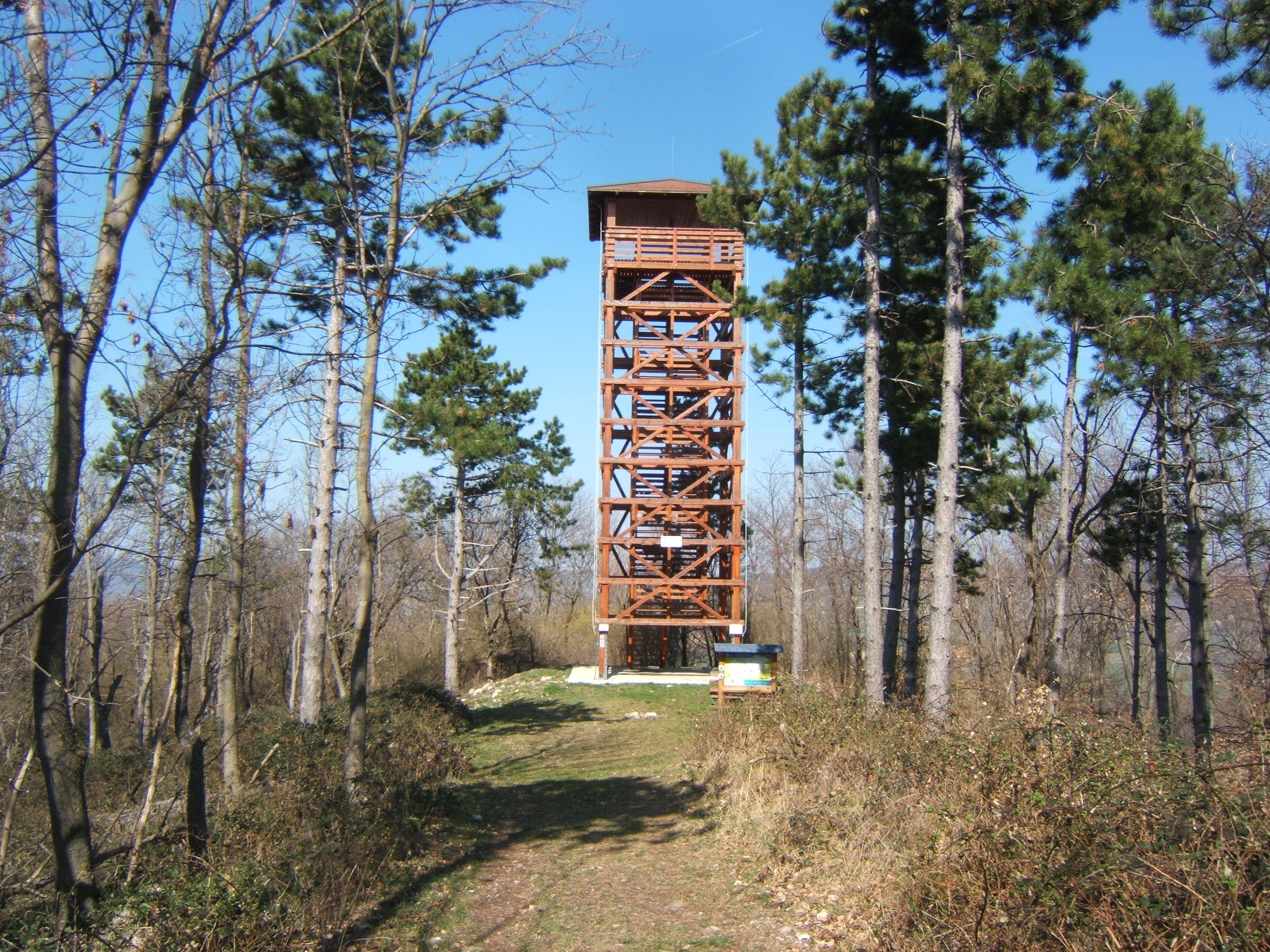
A kilátó
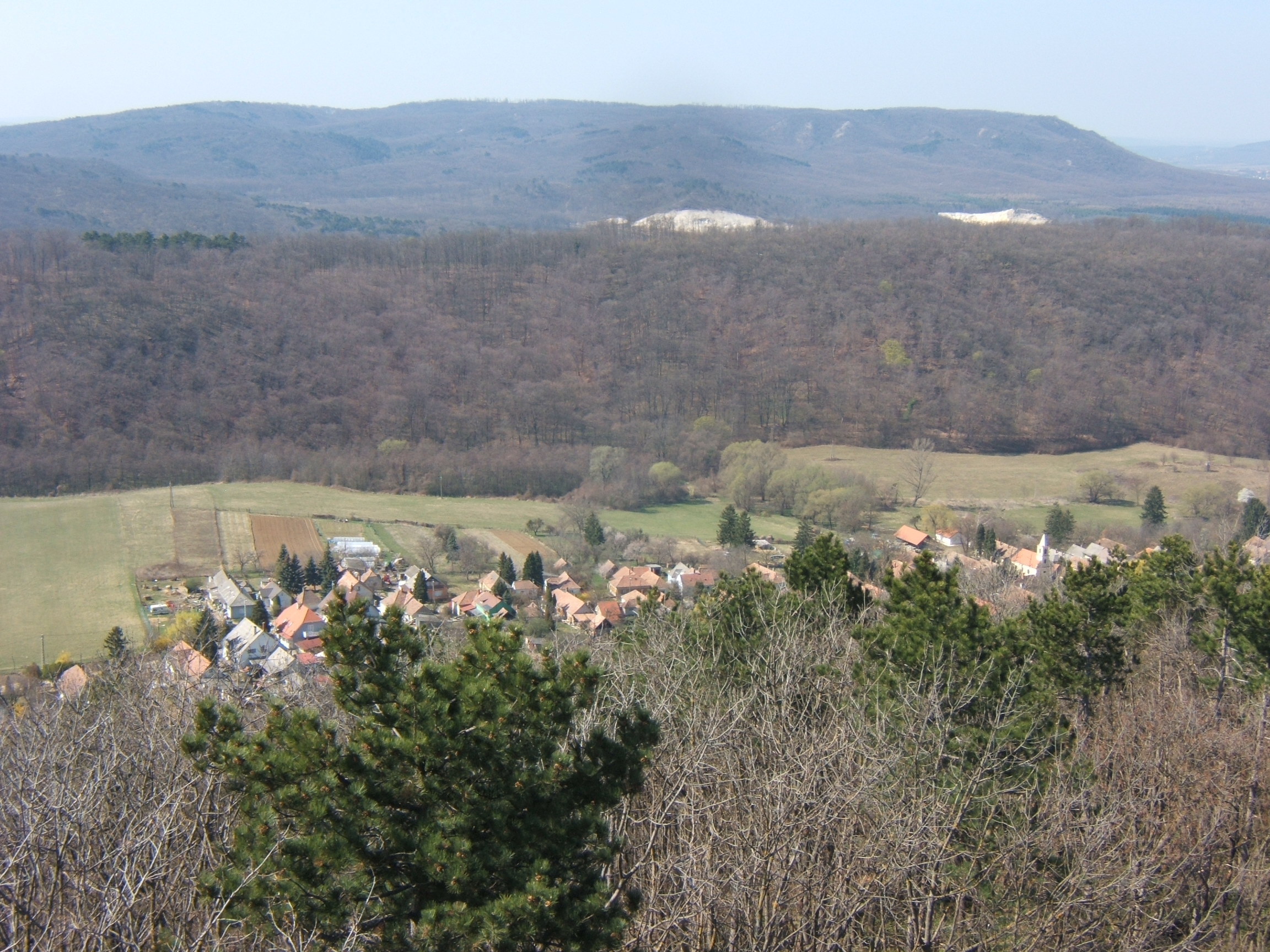
Látkép a kilátóból
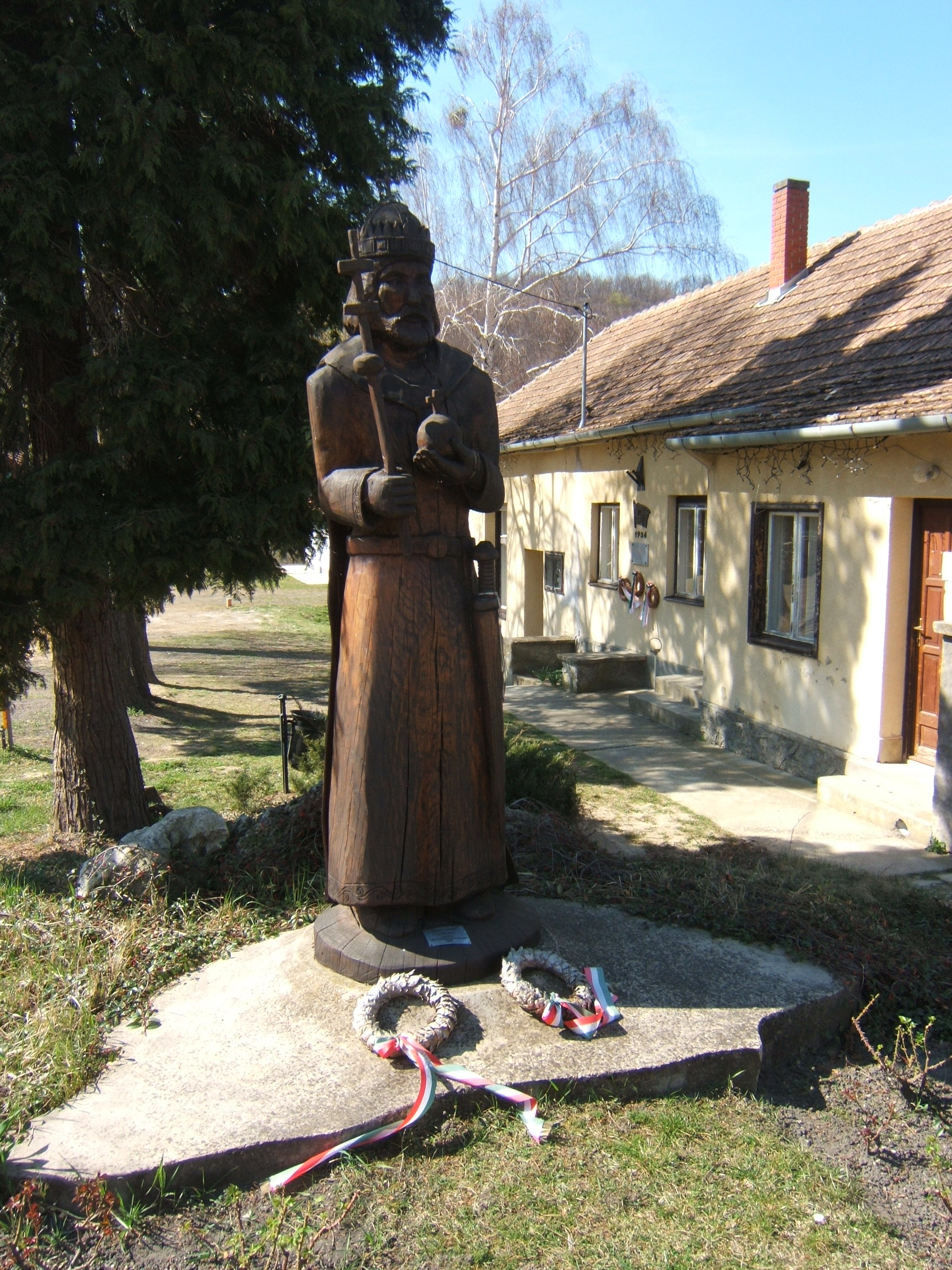
Szent István-szobor
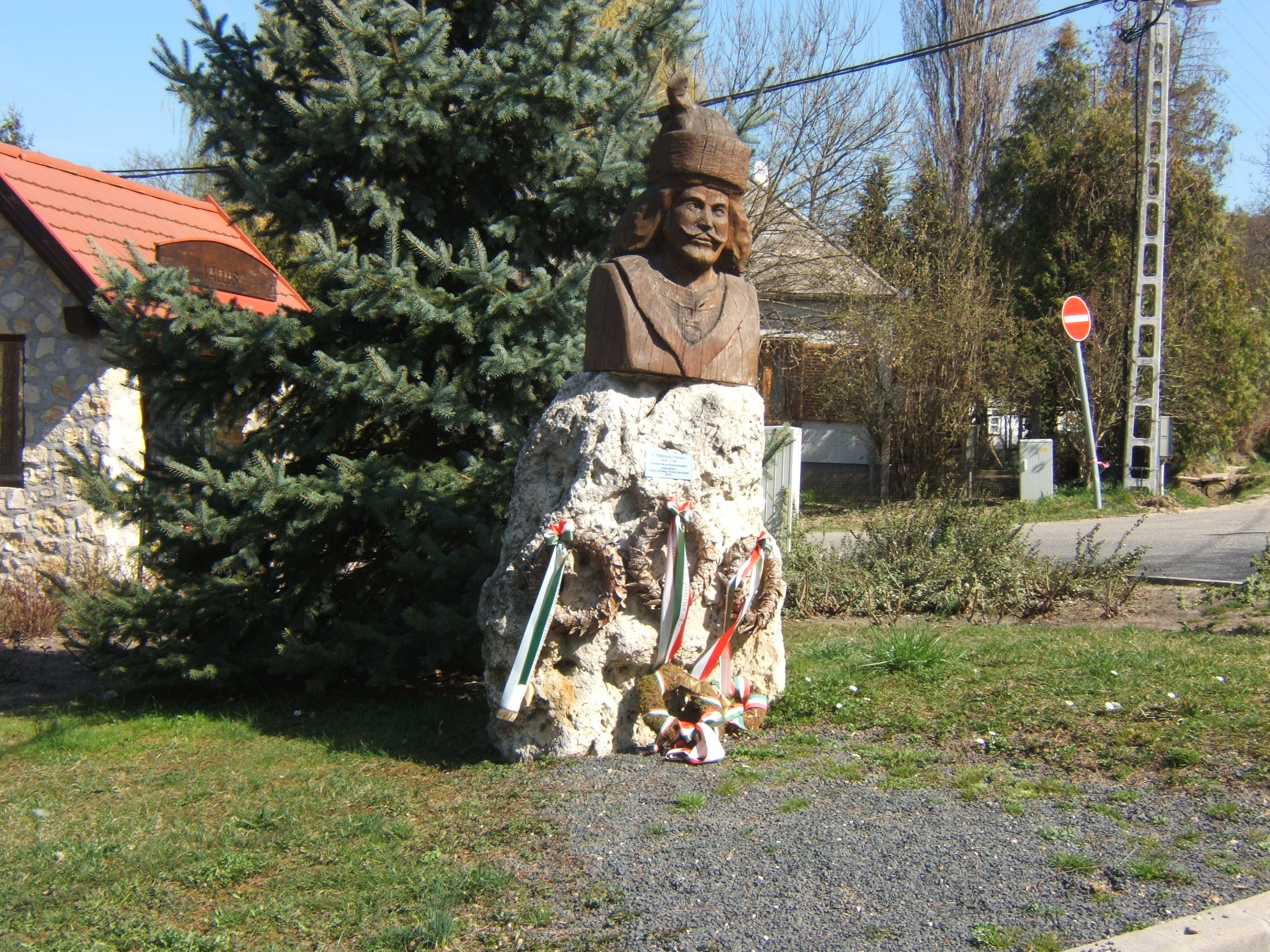
Rákóczi-emlékmű